# دييغو لوبيز (لاعب كرة قدم مواليد 1992)
دييغو لوبيز (بالإسبانية: Diego López)‏ هو لاعب كرة قدم أرجنتيني في مركز الدفاع، ولد في 19 مايو 1992 في مدينة سان سلفادور دي خوخوي في الأرجنتين. لعب مع خيمناسيا إسغريما دي ميندوزا.

## وصلات خارجية
- دييغو لوبيز (لاعب كرة قدم مواليد 1992) على موقع قاعدة بيانات كرة القدم.إي يو (الإنجليزية)
- دييغو لوبيز (لاعب كرة قدم مواليد 1992) على موقع Soccerway.com (الإنجليزية)